# Muchawez (Fluss)
Muchawez (belarussisch Мухавец / Muchawjez) ist ein Fluss in der Breszkaja Woblasz in Belarus, der bei Brest als rechter Nebenfluss in den Bug mündet.
Die Länge beträgt 112,6 km, das Einzugsgebiet umfasst 6850 km². Die durchschnittliche Wassermenge: 33,6 m³/s. Der Muchawez entsteht am Zusammenfluss des Flusses Mucha und des Kanals Wez in Pruschany. Der Fluss verläuft in der Landschaft Polesien. Der Muchawez ist seit dem 19. Jahrhundert kanalisiert und ein Teil des Dnepr-Bug-Kanals.
Der Muchawez ist ein Teil des Wasserverbindungsweges (63 km) zwischen Bug und Prypjat. Häfen am Fluss sind Kobryn und Brest.